# Joaquín Ramírez y Sesma
Joaquín María Jacinto Ramírez y Sesma (Ciudad de México, 11 de septiembre de 1796 - mayo de 1839) fue un general de brigada del ejército mexicano. Participó en la guerra de la independencia de México, en diversas rebeliones internas del país, ordenó la sentencia para ejecutar a Vicente Guerrero y combatió a los rebeldes durante la guerra de la independencia de Texas.

## Biografía
Hijo de Joaquín Ramírez de Arellano Iñiguez, español, y María Jacinta de Sesma y Alencastre, criolla hija de españoles, nació el 11 de septiembre de 1796 en Ciudad de México, en ese momento parte del Virreinato de Nueva España, y fue bautizado en la Catedral Metropolitana de la Ciudad de México el día siguiente.
Inició su carrera militar como cadete el 10 de septiembre de 1812. Fue teniente coronel de dragones del regimiento de la Ciudad de México. Se unió al Plan de Iguala el 10 de marzo de 1821 haciendo campaña con el Ejército Trigarante en Tepeaca, la Rinconada, Puebla y en la Ciudad de México. Ejerció sus mandos militares en Tulancingo, Sierra, la Huasteca, San Martín Texmelucan, Izúcar, Toluca, Huajuapan, Oaxaca, Querétaro y Zacatecas.
Se unió al Plan de Veracruz de 1822 en Guadalajara. En 1827 se unió al Plan de Montaño, una vez que fueron vencidos los pronunciados, Ramírez y Sesma fue desterrado. El 15 de abril de 1828, Vicente Guerrero expidió un decreto presidencial otorgando la amnistía a todos los exiliados. En 1829 secundó con Luis Quintanar el Plan de Jalapa el cual desconocía a Vicente Guerrero como presidente para dar la titularidad del Poder Ejecutivo a Anastasio Bustamante. En febrero de 1831, siendo comandante general de Oaxaca y en vísperas de la captura de Guerrero, pronunció la frase: "con la zalea del negro Guerrero me voy a hacer par de botas". Designó a Nicolás Condelle como juez-fiscal y a Juan Ricoy como secretario del tribunal que sentenció a muerte a Vicente Guerrero. Una vez concluido el juicio irregular y sumario ordenó la ejecución de la sentencia.
Siendo coronel, y bajo las órdenes del general Pedro Otero, defendió al gobierno de Bustamante en contra de la revolución iniciada por Antonio López de Santa Anna a través del Plan de Veracruz de 1832, pero fue derrotado por José Esteban Moctezuma en San Luis Potosí. Una vez firmados los convenios de Zavaleta, en diciembre de 1832, y expedida la Ley del Caso, en junio de 1833, fue desterrado nuevamente por ser enemigo del régimen reformista. A consecuencia de la proclamación del Plan de Cuernavaca, la Ley del Caso fue derogada, de esta forma Ramírez y Sesma regresó al país.
En abril de 1835, siendo general, dirigió la caballería bajo las órdenes de López de Santa Anna en contra de la sublevación reformista y anticentralista del gobierno de Zacatecas. Conseguido el triunfo, sin derramamiento de sangre, fue designado comandante militar de Zacatecas con la misión de restablecer el orden y organizar la administración pública.
En diciembre de 1835, durante la campaña contra la rebelión independentista de Texas, Ramírez y Sesma dirigió la brigada de vanguardia del Ejército de Operaciones compuesta por 1100 infantes, 369 hombres de caballería y 8 piezas de artillería. Partió de San Luis Potosí el 17 de noviembre de 1835. En Laredo se unió al general Martín Perfecto de Cos, quien comandaba al batallón Morelos y que había sido derrotado en San Antonio de Béjar. De acuerdo al diario de José Enrique de la Peña, la derrota de Cos no solamente se debió a la ineptitud de dicho general, sino a la apatía de Ramírez y Sesma quien llegó tarde para apoyarlo. En 1836, participó en el sitio de El Álamo. Tras la captura de Santa Anna en la batalla de San Jacinto, junto con Vicente Filisola y el resto del Ejército de Operaciones, emprendió la retirada. Murió en 1839.